# The Beatmaker
The Beatmaker è un album del beatmaker torinese Dj Fede prodotto nel 2004 da La Suite Records e distribuito da Venus Dischi.

## Tracce
1. Intro ft. Masta Ace
2. Handz Up (for the Hip Hop Soul) ft. Dj Double S e Master Freez
3. ? ft. Dj Double S e Lord Bean
4. Muovi quel? ft. Esa
5. Beato te ft. Dj Double S e Primo Brown
6. Il corpo ft. Dj Vigor e Kaso
7. Story ft. Kiffa
8. Datemi! ft. Principe
9. La soluzione ft. Didez e Dj Double S
10. Handz Up (for the Hip Hop Soul) remix #1 ft. Master Freez
11. Handz up (for the Hip Hop Soul) remix #2 ft. Master Freez
12. Outro